# ウェインズビル (ノースカロライナ州)
ウェインズビル（英: Waynesville）は、アメリカ合衆国ノースカロライナ州の西部ヘイウッド郡の町であり、同郡の郡庁所在地でもある。2010年国勢調査での人口は9,869 人だった。ヘイウッド郡では人口最大の町であり、アシュビル市より西の州内でも最大である。アシュビルからは南西に約30マイル (48 km) にあり、グレートスモーキー山脈とブルーリッジ山脈に挟まれている。
ピスガ国立の森の外側にあり、グレートスモーキー山脈国立公園とブルーリッジ・パークウェイが近い。ウェインズビルとヘイウッド郡は4つの郡で構成するアシュビル大都市圏に属しており、ノースカロライナ州では第5位の都市圏である。都市圏の中ではアシュビル市とヘンダーソンビル市に次いで第3位の自治体である。

## 歴史
ウェインズビルの町は1810年に、アメリカ独立戦争の軍人だったロバート・ラブ大佐によって設立された。ラブは郡庁舎、監獄、公共広場のための土地を寄付し、戦時の上官だった"マッド"・アンソニー・ウェイン将軍にちなんで町の名前を付けた。
ウェインズビル町内のアメリカ合衆国国家歴史登録財としては、ブーン・ウィザーズ邸、旧市民信託銀行ビル、フロッグレベル歴史地区、ヘイウッド郡庁舎、アルデンとトマシーン・ハウェル邸、マソニック・ホール、チャールズとアニー・クインラン邸、クライド・H・レイ・シニア邸、フランク・スマザーズ邸、スプレッドアウト歴史地区、ウェインズビル町役場、J・ハウェル・ウェイ博士邸、ウェインズビル・メインストリート歴史地区がある。

### ウェインズビルの戦い
ウェインズビルは南北戦争の東部戦線では最後の、恐らく最も異常な小競り合いが起きた場所でもある。1865年5月6日、北軍のウィリアム・C・バートレット大佐のノースカロライナ第2騎馬歩兵連隊が、地域の経済基盤を破壊する別の行動の中で、襲撃、略奪、家屋の焼き払い、戦闘を行っているときに、地元から救援を要請されたトマス・リージョン・オブ・ハイランダーズの分遣隊からホワイトサルファー・スプリングス（ウェインズビルの東）で攻撃を受けた。
ミシシッピ川以東では、トマス・リージョンが南北戦争で「最後の発砲」を行ったことになった。このリージョンはチェロキー族と白人の兵士で構成されていた。これら兵士の中には、1864年のバレー方面作戦でジュバル・アーリー少将の下で仕えた者達もいたが、北軍に対抗してゲリラ戦を行うために、その生まれ故郷であるノースカロライナ州の山岳地に送り返されていた者だった。
混乱した北軍兵士達がウェインズビルに撤退し、5月6日夜にトマス・リージョンの残存部隊が町を取り囲んだ。兵士達は町を見下ろす尾根の上で多くの焚き火を焚き、北軍兵を脅すために鬨の声を上げた。翌日、南軍の指揮官ジェイムズ・グリーン・マーティン将軍とウィリアム・ホランド・トマス大佐（リージョンの名前のもとになった人物）が北軍と降伏の交渉を行った。この2人の指揮官は既にロバート・E・リーとジョセフ・ジョンストン両将軍が降伏したことを知っており、戦争を続ける意味が無いことも分かっていた。
ウェインズビルの町は1871年に法人化された。1995年7月、ウェインズビルとヘイゼルウッドの町が合併して1つの町となり、成長が続いて現在の人口約1万人の町になっている。

### フロッグレベル

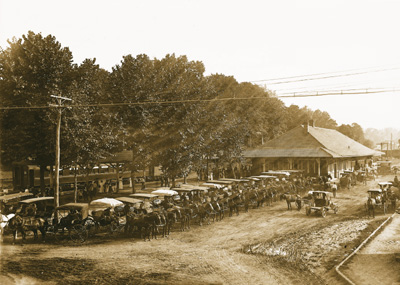
フロッグレベルにあったウェインズビル鉄道駅、1890年代

ウェインズビルは1884年に鉄道が開通した後に発展を始めた。町から西へのアクセスが開けて、ウェインズビルとヘイウッド郡の農業、製材業、観光産業が繁栄を始めた。
ウェインズビルの地域は北西のリッチランド・クリークに沿い、メインストリートから下り坂になっており、そこに鉄道の線路が敷かれた。この時までの地域は基本的に湿地であり、建物がバラバラにあるだけだったが、大きな発展要素は無かった。鉄道の駅が建設され、列車が到着すると、その部分が発展した。そこはフロッグレベルという名前で呼ばれた。リチャード・クリークに沿う低地にあったので、洪水が起きるときは「蛙の水準」となるので、地元でそう名付けられた。
ウェインズビルの中心街とフロッグレベルの商業中心が、1940年代まで社会的生活、交通、卸売りと小売り事業の中心であり続けた。1930年代と1940年代のフロッグレベル地域での事業には、金物店、農機具、石炭販売、自動車ディーラーとガレージ、家具店、雑貨卸売り商、倉庫と木材会社があり、全ての事業が鉄道に依存していた。
住民の多くにとって自動車が交通の主要手段になると、鉄道はその重要度を減らしていった。これに伴って、フロッグレベルからも事業が離れて行った。1949年、最後の旅客列車が運行され、貨物列車は1日2回フロッグレベルを通過するだけとなり、ほとんどの列車はシルバ町まで進んだ。
1980年代までにウェインズビルの鉄道は、サザン鉄道会社の体系に取り込まれた。最初の駅舎は1900年に焼失し、次に建てられた駅舎は1987年まで残っていた。

## 地理
ウェインズビル町は北緯35度29分00秒 西経82度59分40秒 / 北緯35.483226度 西経82.994511度 (35.483226, -82.994511)に位置している。
アメリカ合衆国国勢調査局に拠れば、町域全面積は7.8平方マイル (20 km2)であり、全て陸地である。
ウェインズビルの町の大半は標高2,500ないし3,000フィート (750~900m) にある。周りは標高6,000フィート (1800m) の山々であり、その間のバレーに位置している。ウェインズビルの中心街にある旧ヘイウッド郡庁舎の地点について、アメリカ地質調査所による測量標識では、標高2,752フィート (839 m) であると記されている。

## 気候
| ウェインズビルの気候           | ウェインズビルの気候 | ウェインズビルの気候 | ウェインズビルの気候 | ウェインズビルの気候 | ウェインズビルの気候 | ウェインズビルの気候 | ウェインズビルの気候 | ウェインズビルの気候 | ウェインズビルの気候 | ウェインズビルの気候 | ウェインズビルの気候 | ウェインズビルの気候 | ウェインズビルの気候 |
| 月                             | 1月                  | 2月                  | 3月                  | 4月                  | 5月                  | 6月                  | 7月                  | 8月                  | 9月                  | 10月                 | 11月                 | 12月                 | 年                   |
| ------------------------------ | -------------------- | -------------------- | -------------------- | -------------------- | -------------------- | -------------------- | -------------------- | -------------------- | -------------------- | -------------------- | -------------------- | -------------------- | -------------------- |
| 最高気温記録 °F （°C）         | 78 (26)              | 79 (26)              | 89 (32)              | 89 (32)              | 92 (33)              | 98 (37)              | 98 (37)              | 96 (36)              | 92 (33)              | 90 (32)              | 83 (28)              | 78 (26)              | 98 (37)              |
| 平均最高気温 °F （°C）         | 49.0 (9.4)           | 52.3 (11.3)          | 59.5 (15.3)          | 67.7 (19.8)          | 74.9 (23.8)          | 80.9 (27.2)          | 83.4 (28.6)          | 82.7 (28.2)          | 77.0 (25)            | 69.0 (20.6)          | 60.1 (15.6)          | 51.1 (10.6)          | 67.3 (19.6)          |
| 平均最低気温 °F （°C）         | 23.3 (−4.8)          | 26.1 (−3.3)          | 32.0 (0)             | 38.9 (3.8)           | 47.2 (8.4)           | 55.3 (12.9)          | 59.1 (15.1)          | 58.6 (14.8)          | 51.6 (10.9)          | 40.4 (4.7)           | 31.7 (−0.2)          | 25.5 (−3.6)          | 40.8 (4.9)           |
| 最低気温記録 °F （°C）         | −22 (−30)            | −16 (−27)            | −8 (−22)             | 15 (−9)              | 24 (−4)              | 31 (−1)              | 40 (4)               | 38 (3)               | 27 (−3)              | 12 (−11)             | 0 (−18)              | −8 (−22)             | −22 (−30)            |
| 降水量 inch （mm）             | 4.33 (110)           | 4.48 (113.8)         | 4.39 (111.5)         | 3.76 (95.5)          | 4.30 (109.2)         | 4.07 (103.4)         | 3.71 (94.2)          | 4.20 (106.7)         | 3.94 (100.1)         | 2.65 (67.3)          | 3.73 (94.7)          | 4.04 (102.6)         | 47.61 (1,209.3)      |
| 降雪量 inch （cm）             | 4.7 (11.9)           | 3.0 (7.6)            | 2.5 (6.4)            | 1.2 (3)              | 0.2 (0.5)            | 0 (0)                | 0 (0)                | 0 (0)                | 0 (0)                | 0 (0)                | 0.4 (1)              | 2.0 (5.1)            | 14.1 (35.8)          |
| 平均降水日数 （≥0.01 in）      | 10.7                 | 10.7                 | 11.7                 | 11.5                 | 12.6                 | 13.0                 | 14.1                 | 12.6                 | 10.1                 | 8.4                  | 10.1                 | 11.0                 | 136.5                |
| 平均降雪日数 （≥0.1 in）       | 2.1                  | 2.1                  | 1.2                  | 0.3                  | 0                    | 0                    | 0                    | 0                    | 0                    | 0                    | 0.4                  | 1.4                  | 7.6                  |
| 出典：NOAA (normals 1981−2010) |                      |                      |                      |                      |                      |                      |                      |                      |                      |                      |                      |                      |                      |

### 地区

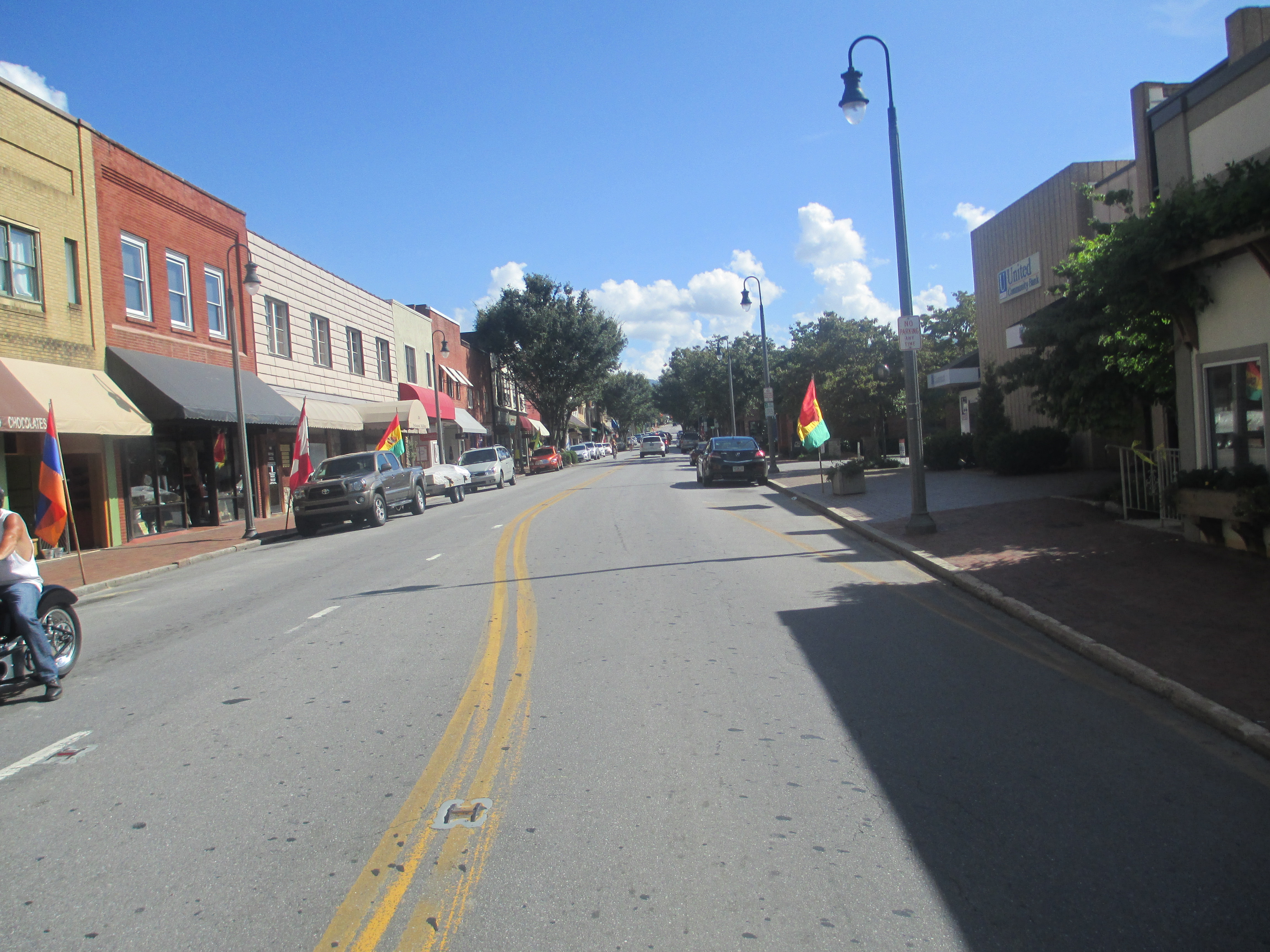
2012年の中心街

- 中心街 - かつては町の小売業の中心だった。現在は画廊、カフェ、レストラン、店舗、銀行、医院、および町と郡の行政ビルがある

- フロッグレベル - リッチランド・クリークが度々氾濫したのでこの名前が付いた歴史ある地区。1940年代に交通の主流が鉄道から自動車に移り、企業も高台である丘の上に移った。1970年代と1980年代までにフロッグレベルは、タップ・ルームと呼ばれた現在は閉鎖されたバーがあったことが主因で中心街の怪しげな部分として知られた。近年メインストリートの再活性化がこの地域にまで広がって来た。2003年、フロッグレベル歴史地区が国定歴史登録財に指定された。地元商人の組織が毎年、最後の霜が降りた日の後、植物を育てる季節の始まりを祝し、ホール・ブルーミング・シング春祭りを開催している。この祭は約8,000人の観衆を集め、自然に関わる主題で開催されている。旧ウェスタン・ノースカロライナ鉄道の歴史あるマーフィ支線がフロッグレベルを通っており、線路の所有者であるノーフォーク・サザン鉄道から1日2便の貨物列車が運行されている。

- ヘイゼルウッド - 以前は独立した町だったが、財政的な問題のために、1995年にウェインズビルと合併した

- ローレルリッジ - 同じ名前のカントリークラブに結び付けられた地区、ゴルフコース、プール、テニスコート、大規模な山の家がある

- ウェストウェインズビル - かつては町の工業地帯。現在は旧デイコの工場があった場所にウェインズビル・コモンズという大きなショッピングセンターがある。テナントしてウォルマート、ベスト・バイ、ベルク、ペットスマート、マイケルズ、ラックルーム・シューズ、ゲームストップ、サリー・ビューティ・サプライ、ベライゾン・ワイヤレス、USセルラー、スーパークリップス、マットレスファーム、シティフィナンシャルがある。

- ラス・アベニュー - 新しい事業地区。レストラン、小売店、自動車ディーラー、銀行、雑貨店がある。ヘイウッド郡では最も交通量の多い通りにある

### ウェインズビル流域
ウェインズビルの流域は町の南西にあり、アレンズ・クリークの水源にある町有地、広さは8,400エーカー (34 km2) あり、町の広さ7.8平方マイル (20 km2)よりもかなり大きい。この流域内にある小川は、アレンズ・クリークを堰き止めたダムで作られた広さ50エーカー (200,000 m2) の人造湖ウェインズビル貯水池に流れ込んでいる。この貯水池と周辺の流域は、ノースカロライナ州によってWS-1に分類されている。この分類は州内で最も厳しいものであり、流域内の開発を禁じるものである。

## 人口動態
以下は2000年の国勢調査による人口統計データである。
| 基礎データ - 人口: 9,232 人 - 世帯数: 4,106 世帯 - 家族数: 2,545 家族 - 人口密度: 459.9人/km2（1,191.8 人/mi2） - 住居数: 4,761 軒 - 住居密度: 237.2軒/km2（614.6 軒/mi2） 人種別人口構成 - 白人: 94.42% - アフリカン・アメリカン: 3.31% - ネイティブ・アメリカン: 0.54% - アジア人: 0.16% - 太平洋諸島系: 0.08% - その他の人種: 0.76% - 混血: 0.73% - ヒスパニック・ラテン系: 2.01% | 年齢別人口構成 - 18歳未満: 19.9% - 18-24歳: 6.1% - 25-44歳: 25.5% - 45-64歳: 25.8% - 65歳以上: 22.7% - 年齢の中央値: 44歳 - 性比（女性100人あたり男性の人口） - 総人口: 87.2 - 18歳以上: 82.9 世帯と家族（対世帯数） - 18歳未満の子供がいる: 23.2% - 結婚・同居している夫婦: 45.0% - 未婚・離婚・死別女性が世帯主: 13.1% - 非家族世帯: 38.0% - 単身世帯: 34.0% - 65歳以上の老人1人暮らし: 16.0% - 平均構成人数 - 世帯: 2.16人 - 家族: 2.71人 | 収入と家計 - 収入の中央値 - 世帯: 28,296米ドル - 家族: 36,404米ドル - 性別 - 男性: 26,374米ドル - 女性: 21,159米ドル - 人口1人あたり収入: 17,821米ドル - 貧困線以下 - 対人口: 15.5% - 対家族数: 12.6% - 18歳未満: 24.3% - 65歳以上: 10.7% |

## 交通

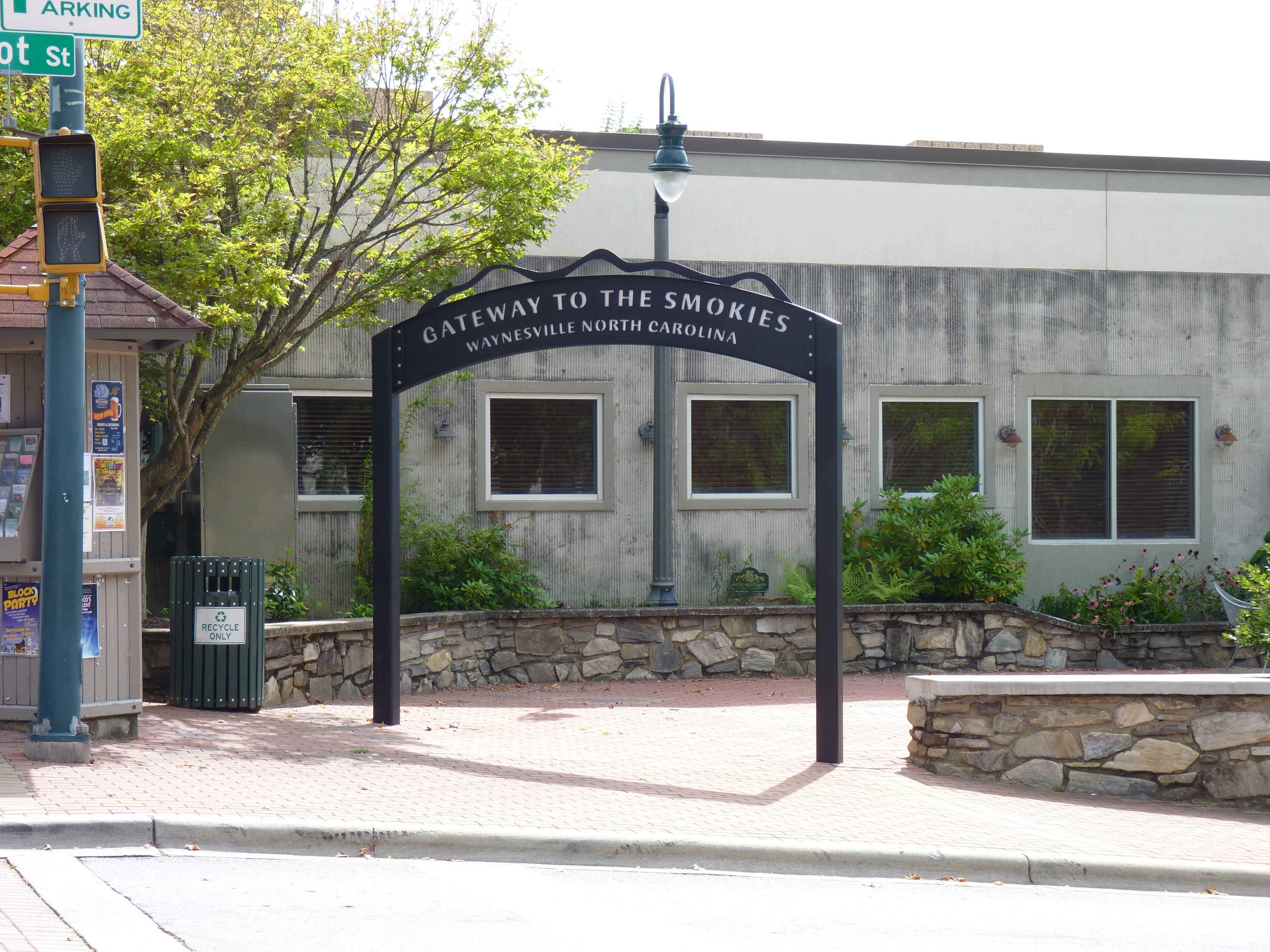
ウェインズビルは「スモーキー山脈への入口」を自称している

ウェインズビルはノーフォーク・サザン鉄道が1日2便貨物列車を運行している。グレートスモーキー山脈イクスプレスウェイによって、州間高速道路40号線やノースカロライナ州の南西部に接続され、テネシー州ノックスビルや州内のアシュビルに容易に行くことができる。アシュビル地域空港やノックスビルのマギー・タイソン空港が近くにあるので、ヘイウッド郡には空港が無い。アシュビルは車で東に30分、ノックスビルは西に同じく1時間半の距離である。グレートスモーキー山脈イクスプレスウェイは、シルバとウェストウェインズビルに近い出口98番の間で4車線上下分離高規格道路である。州間高速道路40号線はカントンの近くで4車線自動車専用道である。ウェインズビルを抜ける時は、ヘイゼルウッド、ウェストウェインズビル、ラス・アベニューに出口がある。

## 学校
- タスコラ高校
- ウェインズビル中学校
- 中央小学校
- ジュナルスカ小学校
- ヘイゼルウッド小学校

## 大衆文化の中で
ウェインズビルの南西15マイル (24 km) にあるコールド山は、ピスガ国立の森の中にあり、南北戦争を題材にしたチャールズ・フレーザーの小説『コールドマウンテン』に描かれて有名になった。この小説の翻案映画『コールド マウンテン』が2003年にミラマックス映画が制作した。
1996年の映画『My Fellow Americans』はノースカロライナ州の西部で撮影された。ジャック・レモンとジェームズ・ガーナーがファストフード・レストランの駐車場で車に乗っているときに追跡され、巨大なピエロの標識が車の窓に飛び込んでくるシーンが、ウェインズビルのラス・アベニュー、元ロング・ジョン・シルヴァース、現CelluarSales.comベライゾン・ワイアレスのフランチャイズで撮影された。
1980年代のB級映画『Over the Summer』はヘイウッド郡生まれのバフィ・クイーンが制作し、全てフロッグレベルで撮影された。
俳優のギグ・ヤングの本名はバイロン・エルスワース・バーであり、グリーンヒル墓地に埋葬されている。

## ギャラリー

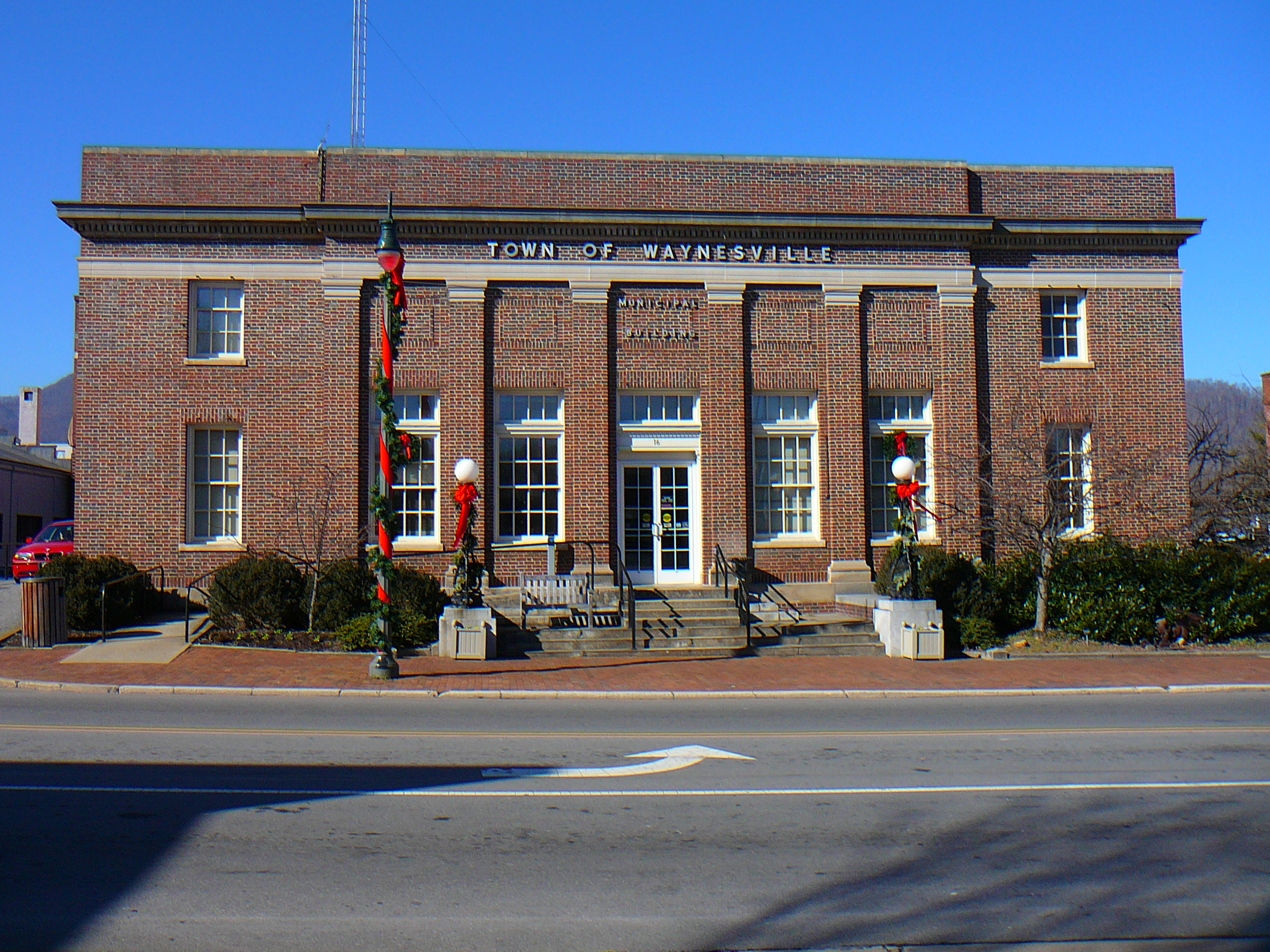
ウェインズビルの町役場
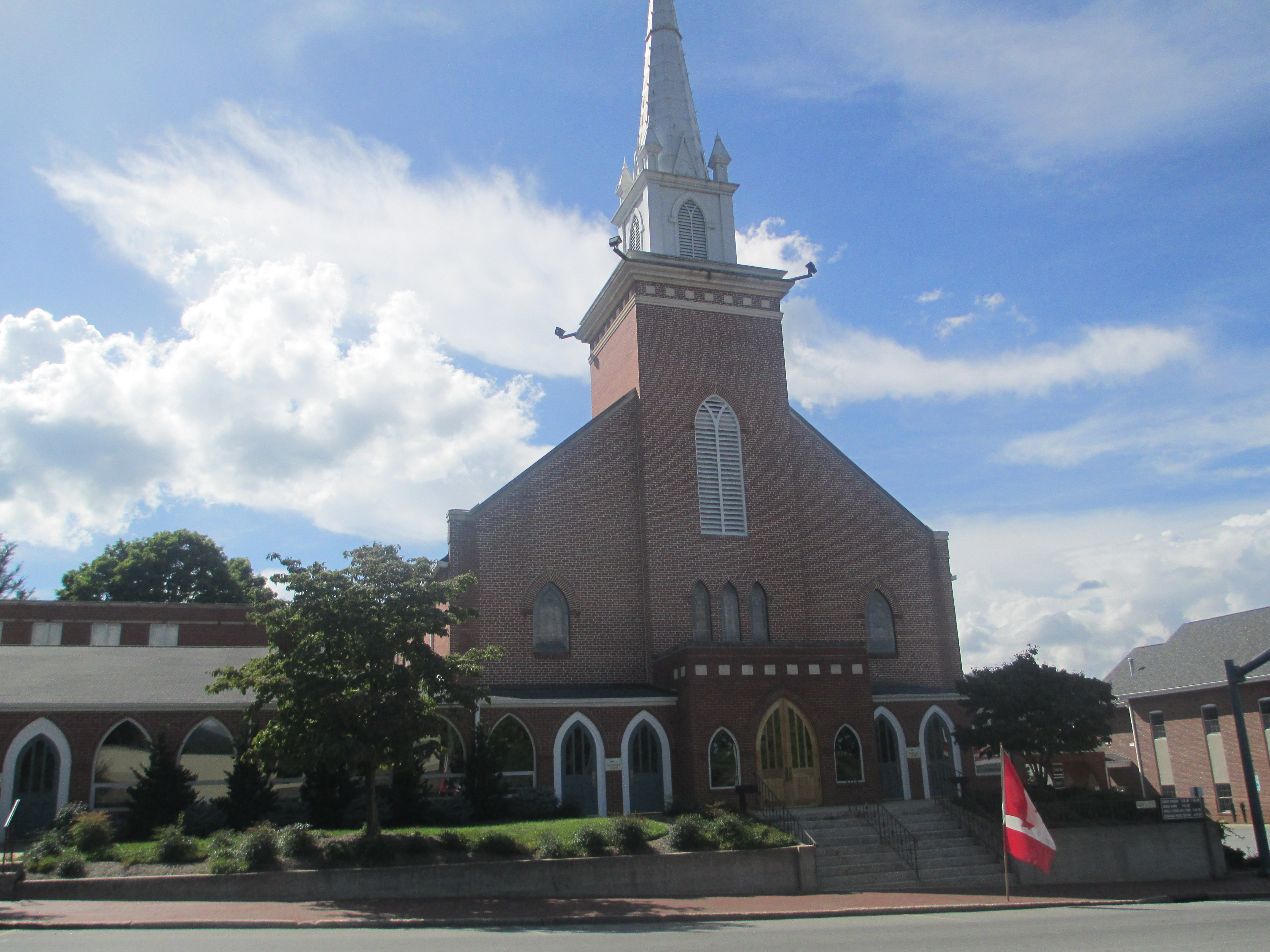
中心街の第一バプテスト教会
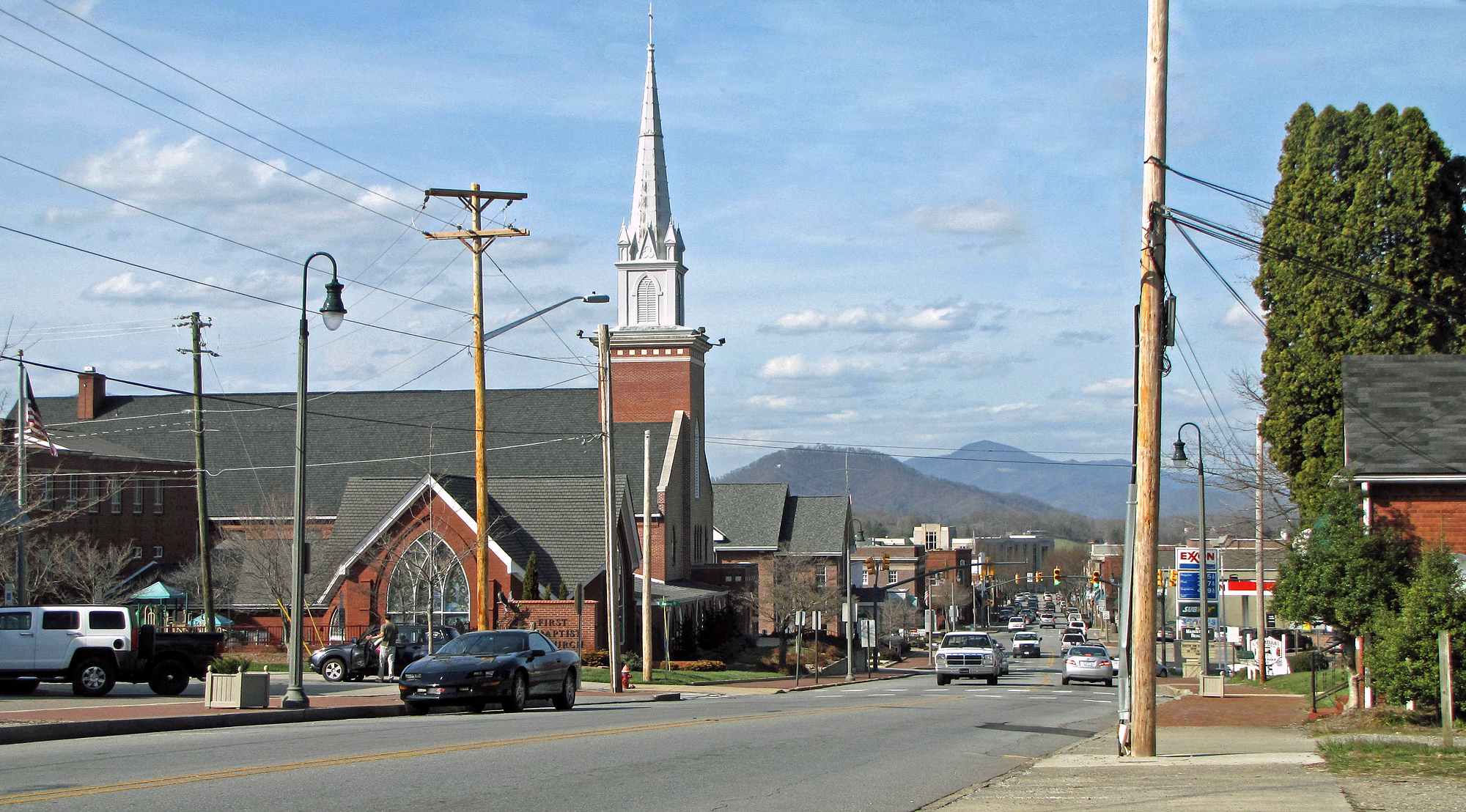
ウェインズビルのメインストリート
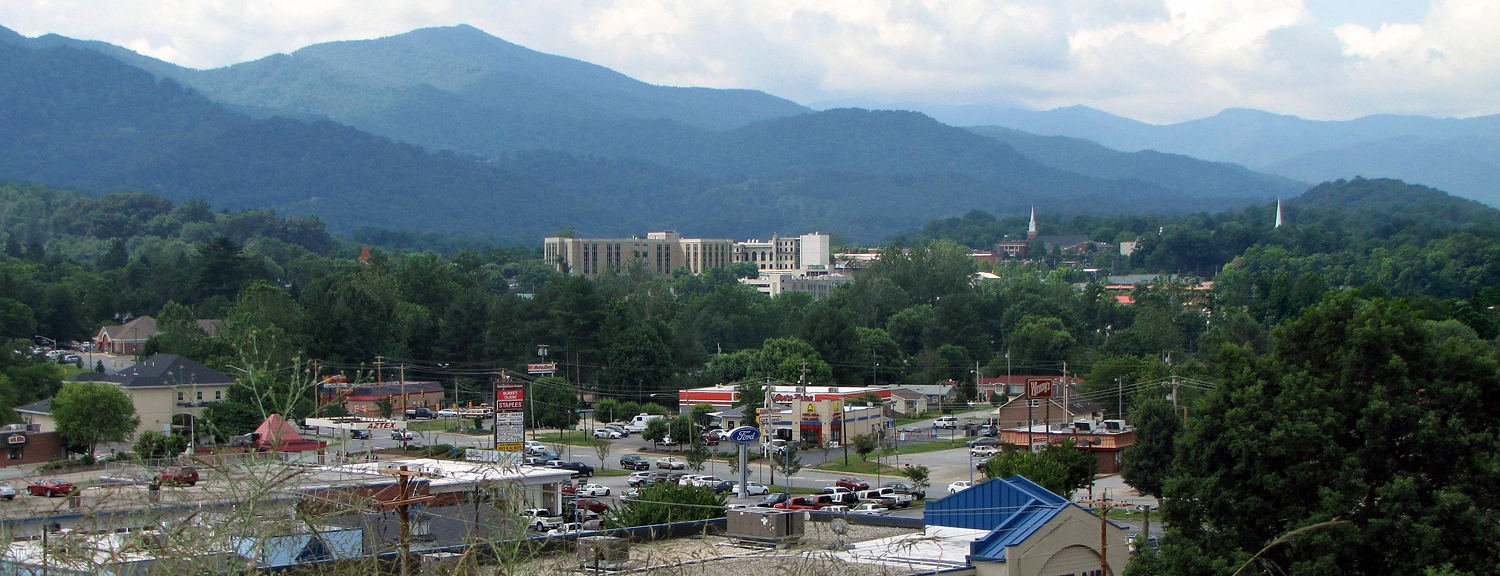
ウェインズビルの遠景